# Афдера
Афдера — ізольований стратовулкан в північно-східній Ефіопії в регіоні Афар, розташований на перетині трьох систем розломів між гірськими хребтами Ерта-Але, Тат-Алі, і Alayta
Виверження вулкану (лава) в червні 1907 р. сталося на західних флангах. Потік лави був завтовшки близько 5 м і супроводжувався сейсмічними явищами.

## Виноски
1. 1 2  Afderà. Global Volcanism Program. Смітсонівський інститут. Процитовано 26 вересня 2011. (англ.)
2. ↑  «Local History in Ethiopia»[недоступне посилання з лютого 2019] The Nordic Africa Institute website (accessed 2 January 2008)